# Turki Al Saud
Turki bin Abdullah bin Mohammed Al Saud (arabisch تركي بن عبدالله بن محمد آل سعود, DMG Turkī b. ʿAbdallāh b. Muḥammad Āl Saʿūd; * 1755; † 1834) war ein Imam der Wahhabiten. 

## Leben
Turki bin Abdullah wurde 1755 als Sohn von Abdullah bin Mohammed geboren. Sein Großvater Mohammed bin Saud war der erste Imam der Saudi-Dynastie.
Mit der Eroberung und Zerstörung von Dirʿiyya durch Ägypten (1818) wurde das Reich der Saud in Zentralarabien zerschlagen. Dies führte zum neuen Ausbruch von Machtkämpfen unter den Stämmen. In diesen konnte sich Turki Al Saud, ein Onkel 2. Grades von Abdallah I. ibn Saud (1814–1818) als Imam der Wahhabiten durchsetzen (1820). Ihm gelang auch die Besetzung von Riad, welches das Zentrum des neuen Reichs der Saudis werden sollte. Zunächst dauerten aber die Kämpfe mit der ägyptischen Besatzungsmacht an. Da Turki aber die ägyptische Oberhoheit anerkannte und Tribute zahlte, konnte er seine Stellung in Arabien weiter festigen. Allerdings wurde er als Herrscher von seinem Cousin Mishari herausgefordert und im Mai 1834 von diesem ermordet. Turki hatte Mishari zuvor zum Gouverneur über Manfuhah ernannt.
Der Mord wurde von Mishari sorgfältig geplant und wurde ausgeführt als die Saudis durch einen Krieg mit Qatif und Bahrain beschäftigt waren. Turki wurde getötet, als er nach den Freitagsgebeten die Moschee verließ. Dennoch konnte sich sein Sohn, der schon zu seinen Lebzeiten ernannte Thronfolger Faisal bin Turki Al Saud (1834–1865), als neuer Imam durchsetzen.

## Nachkommen

### Mit unbekannten Frauen
- al-Jawhara
- Fahd

- Sara
- Faisal, folgte seinem Vater als Herrscher
- Abdullah
- Thunayyan

### Mit Huwaydiya bint Ghaydan bin Jazi Al Shamir
- Jiluwi

Jiluwi ist Begründer des Jiluwi-Zweigs der Saudi-Dynastie. Zu seinen Nachfahren zählt sein Urenkel Jiluwi bin Abdulaziz.